# Narciarstwo alpejskie na Zimowych Światowych Wojskowych Igrzyskach Sportowych 2010
Narciarstwo alpejskie na 1. Zimowych Światowych Wojskowych Igrzyskach Sportowych – jedna z zimowych dyscyplin sportowych rozegranych w dniach 21 - 24 marca 2010 podczas igrzysk wojskowych na stokach ośrodków narciarskich Pila (mężczyźni) i Gressoney-Saint-Jean (kobiety) położonych w regionie Dolina Aosty we Włoszech.

## Harmonogram
| Marzec 2010 | 20 So | 21 Ni | 22 Po | 23 Wt | 24 Śr | 25 Cz |
| ----------- | ----- | ----- | ----- | ----- | ----- | ----- |
| Biathlon    |       | 2     | 2     | 2     | 2     |       |

Legenda
|  | Eliminacje |  | Finał (ilość) |

## Medaliści

### Mężczyźni
| Konkurencja                      | Złoto                                                                | Srebro                                                      | Brąz                                                                 |
| Konkurencja                      | Drużyna/Zawodnik                                                     | Drużyna/Zawodnik                                            | Drużyna/Zawodnik                                                     |
| slalom gigant szczegóły          | Adrien Théaux                                                        | Manfred Mölgg                                               | Massimiliano Blardone                                                |
| slalom giant drużynowo szczegóły | Włochy · Manfred Mölgg · Massimiliano Blardone · Alexander Ploner    | Austria · Bernhard Graf · Hannes Geisler · Christoph Dreier | Niemcy · Dominik Schwaiger · Benedikt Staubitzer · Christoph Zerhoch |
| slalom szczegóły                 | Giuliano Razzoli                                                     | Matthias Tippelreither                                      | Stefan Kogler                                                        |
| slalom drużynowo szczegóły       | Włochy · Giuliano Razzoli · Massimiliano Blardone · Alexander Ploner | Słowenia · Andrej Jerman · Danilo Klinar · Miha Vindisar    | Serbia · Vladislav Mandic · Denieł Pesic · Darco Jeremic             |

### Kobiety
| Konkurencja                       | Złoto                                                      | Srebro                                                           | Brąz                                                         |
| Konkurencja                       | Drużyna/Zawodniczka                                        | Drużyna/Zawodniczka                                              | Drużyna/Zawodniczka                                          |
| slalom gigant szczegóły           | Denise Karbon                                              | Irene Curtoni                                                    | Fanny Chmelar                                                |
| slalom gigant drużynowo szczegóły | Włochy · Denise Karbon · Irene Curtoni · Anna Marconi      | Austria · Micnaeta Noesig · Martina Geisler · Verena Hoellbacher | Rumunia · Kinga Bojthke · Reka Ferencz-Hanke · Orsolia Gered |
| slalom szczegóły                  | Fanny Chmelar                                              | Marion Bertrand                                                  | Tessa Worley                                                 |
| slalom drużynowo szczegóły        | Francja · Marion Bertrand · Tessa Worley · Olivia Bertrand | Rumunia · Reka Ferencz-Hanke · Orsolia Gered · Kinga Bojthke     | N/U *                                                        |

Uwaga
N/U * – w slalomie drużynowo kobiet startowało 5 reprezentacji, a do mety w komplecie (min 3 zawodniczki) dotarło tylko 2 (Francja i Rumunia). Pozostałe trzy drużyny; Austrii, Chin i Włoch zostały zdekompletowane i nie zostały sklasyfikowane.

## Klasyfikacja medalowa
* Gospodarz zawodów został zaznaczony tym kolorem.
| Miejsce           | Reprezentacja     | Złoto | Srebro | Brąz | Razem |
| ----------------- | ----------------- | ----- | ------ | ---- | ----- |
|                   |                   |       |        |      |       |
| 1                 | Włochy *          | 5     | 2      | 1    | 8     |
| 2                 | Francja           | 2     | 1      | 1    | 4     |
| 3                 | Niemcy            | 1     | 0      | 3    | 4     |
| 4                 | Austria           | 0     | 3      | 0    | 3     |
| 5                 | Rumunia           | 0     | 1      | 1    | 2     |
| 6                 | Słowenia          | 0     | 1      | 0    | 1     |
| 7                 | Serbia            | 0     | 0      | 1    | 1     |
| Ogółem (7 państw) | Ogółem (7 państw) | 8     | 8      | 7    | 23    |